# Monju kärnkraftverk
Monju (もんじゅ?) är ett kärnkraftverk i Japan av typen breederreaktor, byggt som en prototyp i utvecklingssyfte. Uppförandet av verket påbörjades 1986, första kriticitet uppnåddes i april 1994 och första anslutning till nät skedde i augusti 1995. Reaktorn drabbades av ett missöde 1995 som krävde reparationer och omkonstruktioner, och trots ambitiösa planer har verket inte nått fram till återstart. I december 2016 fattades beslut  att lägga ned reaktorn, och i mars 2018 godkändes en långsiktig avvecklingsplan.

## Beskrivning

### Allmänt om breeder-reaktorer
Kärnkraftverket ligger i Tsuruga, Fukui prefektur och är en prototyp byggd i utvecklingssyfte. Reaktorn är av typen breederreaktor eller snabb reaktor (FBR - Fast Breeder Reactor). Reaktortypen kännetecknas av att fissionsprocessen upprätthålls i en härd med fissilt (klyvbart) 239Pu ("Plutonium-239") som klyvs med "snabba" omodererade neutroner, men där en del av de snabba neutronerna kan fås att omvandla icke-klyvbart 238U ("Uran-238") till klyvbart 239Pu. Om reaktorn kan producera mer 239Pu än vad som förbrukas i den primära fissionsprocessen sägs den vara en "breeder" (engelska: alstra) där det "extra" plutoniet kan plockas ut och användas som bränsle i vanliga lättvattenreaktorer. Processen kräver att neutronerna inte onödigtvis bromsas upp, vilket gör att tänkbara kylmedel i primärkretsen i praktiken är flytande metaller (natrium, bly) eller gas - medan det är omöjligt att använda vatten på grund av dess bromsande egenskaper. Principen för breeder-reaktorer är välkänd och lockande då den i teorin möjliggör ett nästan 100 gånger effektivare utnyttjande av kända urantillgångar jämfört med dagens lättvattenreaktorer.

### Anläggningen i Monju
Härden i Monju-reaktorn innehåller 5,9 ton bränsle som består av 15-20% PuO2 (Plutonium-oxid) och resterande UO2 (Uran-oxid). I anslutning till detta finns en "blanket" innehållande 17,5 ton metalliskt uran (huvudsakligen 238U) med potential att omvandlas till klyvbart 239Pu. Kylmediet är flytande natrium, och reaktorn har en primär kylkrets innehållande 760 ton natrium som cirkuleras med ett flöde på 15 300 ton/h. Flödet har en utloppstemperatur på 529 °C och en returtemperatur på 397 °C när den lämnat av sin värmeenergi till den sekundära kylkretsen. Den sekundära kretsen innehåller också 760 ton natrium som cirkuleras med ett flöde på 11 100 ton/h, som i sin tur lämnar över sin värmeenergi till vattenkylda ånggeneratorer. Ångan från dessa har en temperatur på 483 °C och ett tryck på 127 bar och driver en konventionell ångturbinanläggning. Den termiska effekten i reaktorn är 714 MWth, och den elektriska effekten är 280 MWe, vilket motsvarar en för kärnkraftssammanhang jämförelsevis hög termisk verkningsgrad på 39%.

### Uppförande och drift
Uppförandet av reaktorn påbörjades 1986 och den uppnådde kriticitet första gången i april 1994. Den anslöts till det yttre elnätet för första gången i augusti 1995, men drabbades av ett missöde med natriumläckage och brand den 8 december 1995. Läckaget var på cirka 700 kg natrium, och då det var från reaktorns sekundärkylkrets orsakade det inga radioaktiva utsläpp varken till personal eller allmänhet. Konsekvenserna av missödet försvårades av ledningens försök att dölja dess omfattning. Man fick inleda ett mödosamt och mångårigt arbete med att reparera och göra vissa omkonstruktioner av reaktorn. Efter hårt motstånd från den allmänna opinionen och utdragna domstolsprocesser gav Japans Högsta Domstol den 30 maj 2005 sitt bifall till att återstarta reaktorn, något som enligt plan skulle kunnat ske i oktober 2008.
Planerna att starta igen drabbades dock åter av förseningar och ytterligare förvecklingar. I februari 2010 fick kärnenergiorganet "Genken" (原研) officiellt klartecken från Japans regering att återuppta driften av reaktorn i mars 2010. Första kriticitet efter ombyggnaden kunde slutligen uppnås den 8 maj 2010, kl 10:36 AM JST. Testkörningar var planerade att fortgå till 2013, då reaktorn skulle börja mata ut kraft i elnätet i normaldrift. I augusti 2010 inträffade ett missöde då en del av en bränslehanteringsutrustning lossnade och hamnade i reaktorn under ett bränslebyte - något som tog nästan ett år att röja upp.

### Beslut om avveckling
I november 2012 uppdagades allvarliga brister i operatören JAEA:s (Japan Atomic Energy Agency) rutiner för att inspektera säkerhetsklassad utrustning, varför den japanska kärnsäkerhetsmyndigheten NRA (National Regulation Authority) i januari 2013 beordrade JAEA att utforma förbättrade planer för underhåll och inspektion. När sådana planer inte inkom i önskad omfattning kom NRA senare att förbjuda JAEA att fortsätta arbetet mot återstart. I juni 2016 gjordes försök att hitta en annan operatör, men i december 2016 fattades beslut om att lägga ned reaktorn, och i mars 2018 godkändes en långsiktig 30-årig avvecklingsplan.